# Dane Scarlett
Dane Pharrell Scarlett (* 24. März 2004 in London) ist ein englisch-jamaikanischer Fußballspieler, der hauptsächlich als Mittelstürmer spielt.

## Karriere

### Vereine
Scarlett war Teil des Tottenham-Under-18-Teams in der Saison 2019/20, jedoch endete die Saison vorzeitig für ihn aufgrund einer Knieverletzung. Er begann in der Vorbereitung auf die Saison 2020/21 mit Freundschaftsspielen für die erste Mannschaft im August 2020, kehrte jedoch zu Beginn der Saison zu den Under-18 zurück. Er erzielte zehn Tore und gab drei Assists in acht Spielen; vier Tore, drei davon per Kopf, erzielte er im Spiel der Under-18 am 21. November 2020 gegen Southampton, das mit 7:0 gewonnen wurde.
Seine Leistung führte dazu, dass er am 26. November im Europa-League-Spiel gegen Ludogorets Razgrad auf der Bank saß, und er gab sein Debüt für Tottenham, als er in diesem Spiel für Lucas Moura eingewechselt wurde. Im Alter von 16 Jahren und 247 Tagen wurde er der jüngste Spieler, der jemals in einem Pflichtspiel der ersten Mannschaft von Tottenham eingesetzt wurde und übertraf den bisherigen Rekord von John Bostock. Dieser Rekord hielt bis zum 10. Januar 2021, als Alfie Devine im Alter von 16 Jahren und 163 Tagen sein Debüt gab. Am 12. Januar 2021 erzielte er fünf Tore für das U18-Team beim 6:2-Sieg gegen Newport County im FA Youth Cup. Scarlett gab sein Debüt in der Premier League, als er in der Nachspielzeit gegen West Bromwich Albion eingewechselt wurde, am 7. Februar 2021. Der Trainer von Tottenham, José Mourinho, sagte: „Ich wollte derjenige sein, der ihn in einem Premier-League-Spiel einwechselt. Denn ich weiß, dass er in ein paar Jahren jemand sein wird.“ Am 24. Februar wurde er der jüngste Spieler, der in der Europa League eine Vorlage gab, seit Kylian Mbappé in einem 4:0-Sieg gegen Wolfsberger AC, indem er Carlos Vinicius das Tor vorbereitete. Am 28. März 2021 unterzeichnete Scarlett offiziell seinen ersten Profivertrag bei Tottenham Hotspur. Der Vertrag für den jungen Stürmer läuft bis 2023 und wurde nach seinem 17. Geburtstag ausgelöst.
Scarlett gab sein erstes Startelfdebüt für Tottenham am 19. August 2021 im Eröffnungsspiel des UEFA Europa Conference League gegen FC Paços de Ferreira, das mit 0:1 endete. Nach Abschluss der Saison 2021/22 unterzeichnete Scarlett einen neuen Vertrag bei Tottenham bis 2026.
Am 27. Juli 2022 wurde Scarlett vor der League One-Saison 2022/23 an Portsmouth verliehen. Er gab sein erstes Spiel für den Verein am 5. August 2022 in einem 2:0-Sieg gegen Cheltenham und erzielte sein erstes Profitor in einem 1:0-Sieg gegen Port Vale am 27. August.
Am 6. August wurde er in der 80. Minute in einem Freundschaftsspiel gegen Schachtar Donezk eingewechselt und erzielte das letzte Tor in der 90+4. Minute; das Spiel endete mit einem 5:1-Sieg.
Dane wechselt auf Leihbasis zu Ipswich Town, um weitere Spielpraxis zu erlangen, er bleibt bis Saisonende 2023/24.

### Nationalmannschaft
Scarlett wurde in England geboren und hat jamaikanische Wurzeln. Er absolvierte einen Einsatz für die England U16 im August 2019 gegen Dänemark, bei dem er beide Tore in einem 2:0-Sieg erzielte.
Am 2. September 2021 gab Scarlett sein Debüt für die England U19 und erzielte bei einem 2:0-Sieg gegen Italien U19 im St. George's Park ein Tor. Am 17. Juni 2022 wurde Scarlett in den Kader für die U-19-Fußball-Europameisterschaft 2022 aufgenommen. Er erzielte zwei Tore in einem Gruppenspiel gegen Serbien U19. Scarlett stand im Finale, als England am 1. Juli 2022 mit einem 3:1-Sieg nach Verlängerung gegen Israel U19 das Turnier gewann.
Am 21. September 2022 gab Scarlett sein Debüt für die England U20 als Einwechselspieler bei einem 3:0-Sieg gegen Chile U20 in der Pinatar Arena.
Am 10. Mai 2023 wurde Scarlett in den Kader der englischen Mannschaft für die U-20-Fußball-Weltmeisterschaft 2023 aufgenommen. Er erzielte das Siegtor in ihrem ersten Gruppenspiel gegen Tunesien U20 und spielte auch im Achtelfinale gegen Italien U20.

## Erfolge
- Europa-League-Sieger: 2025